# Johannes Baumann
Johannes Baumann (27 de Novembro de 1874 - 8 de Setembro de 1953) foi um político da Suíça.
Ele foi eleito para o Conselho Federal suíço em 22 de Março de 1934 e terminou o mandato a 31 de Dezembro de 1940.
Johannes Baumann foi Presidente da Confederação suíça em 1938.